# Paarl
Paarl es una ciudad sudafricana perteneciente a la provincia del Cabo Occidental.

## Geografía

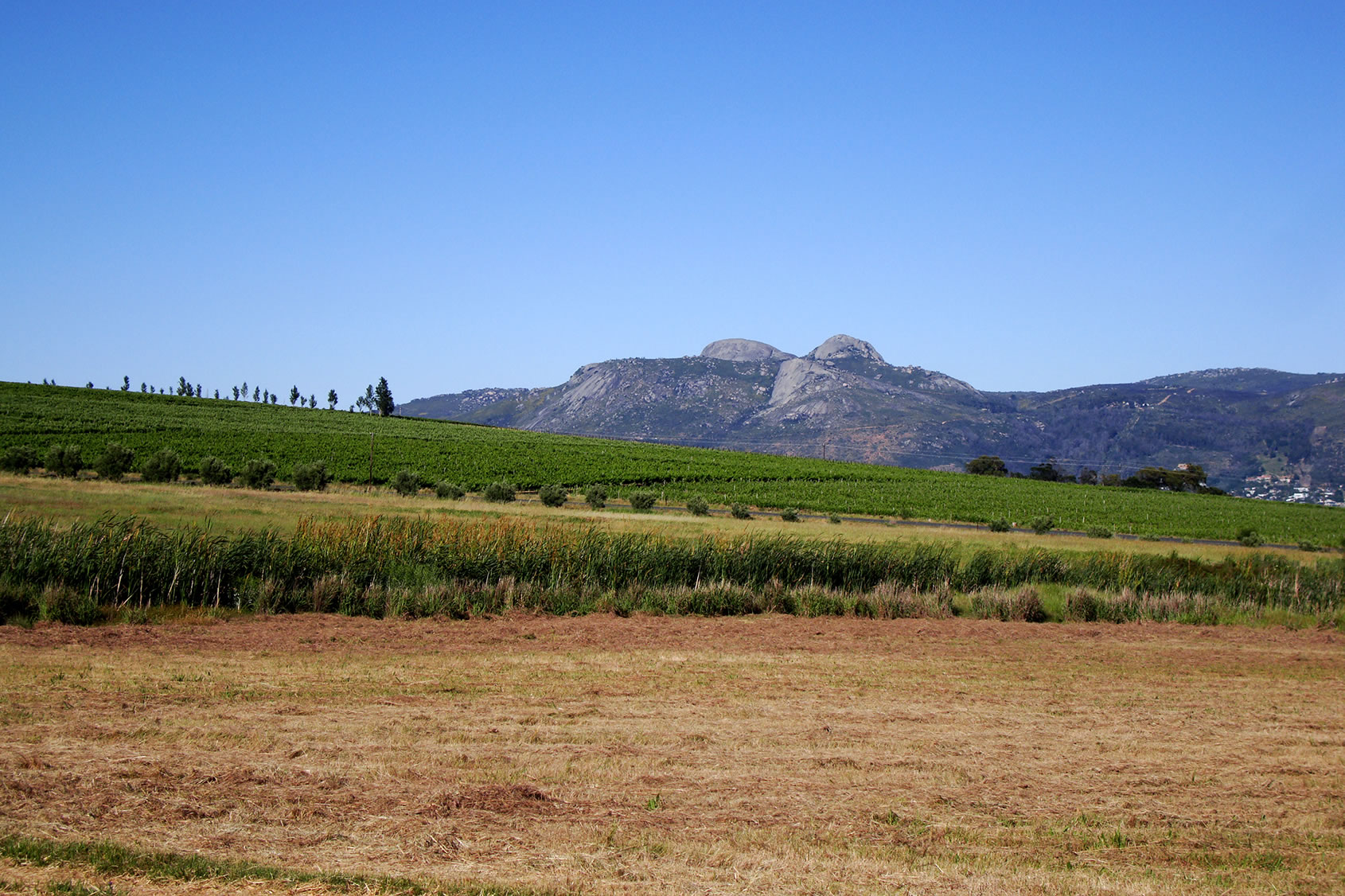
Viñedo en Paarl

Se ubica junto al río Berg, a unos 120 m por encima del nivel del mar, en una llanura costera ubicada al pie de las montañas Drakenstein. Al oeste de la ciudad se eleva la montaña Paarl.

## Historia
Se trata de uno de los asentamientos europeos más antiguos en Sudáfrica, al remontarse sus orígenes a 1687. El lugar donde se levantó la ciudad habría sido escogido por el gobernador Simon van der Stel. Poco después de su fundación, hugonotes que habían buscado refugio en el Cabo después de la revocación del edicto de Nantes se instalaron en el lugar. En 1904 tenía una población de 11 293 habitantes. A comienzos del siglo XX los vinos producidos en el distrito estaban considerados entre los mejores del país, solo superados por los de Constantia.